# البرامج القمرية المأهولة السوفيتية
البرامج القمرية المأهولة السوفيتية وهي سلسلة من البرامج التي سعى الاتحاد السوفيتي إلى تنفيذها للهبوط بالبشر على القمر في منافسة مع برنامج أبولو الأمريكي لتحقيق نفس الهدف الذي أعلنه الرئيس الأمريكي آنذاك، جون إف. كينيدي، يوم 25 مايو 1961. نفت الحكومة السوفيتية علنًا مشاركتها في هذه المنافسة، ولكنها سعت سريًا إلى تنفيذ برنامجين خلال ستينيات القرن العشرين: برنامج لبعثات مأهولة للتحليق بالقرب من القمر باستخدام مركبة سويوز 7K-L1 الفضائية (زوند)، وبرنامج للبعثات المأهولة الهابطة على القمر باستخدام المركبة الفضائية سويوز 7K-LOK وLK على متن الصاروخ إن 1. وبعد النجاح الأمريكي المزدوج في أول بعثة مدارية مأهولة حول القمر في يومي 24 و25 ديسمبر 1968 (أبولو 8)، وأول بعثة مأهولة للهبوط على القمر في 20 يوليو 1969 (أبولو 11)، واجه الصاروخ إن 1 سلسلةً من حالات الفشل الكارثية، ما أدى إلى انتهاء البرنامجين السوفيتيين في النهاية. أُلغي برنامج زوند القائم على الصاروخ بروتون في عام 1970، وانتهى برنامج N1-L3 بحكم الأمر الواقع في عام 1974 حتى أُلغي رسميًا عام 1976. ظلت تفاصيل هذين البرنامجين سريةً حتى عام 1990 عندما سمحت الحكومة بنشر هذه التفاصيل في ظل سياسية غلاسنوست.

## التصورات الأولى
حتى عام 1961، أصدرت القيادة السوفيتية تصريحات عامةً حول هبوط البشر على القمر وتأسيس قاعدة قمرية؛ ومع ذلك، لم توضع الخطط الجادة إلا بعد عدة سنوات. كان سيرجي كوروليوف، كبير مهندسي الصواريخ السوفيتي، مهتمًا بشكل أكبر بإطلاق محطة مدارية ثقيلة، وبإطلاق بعثات مأهولة إلى المريخ والزهرة.

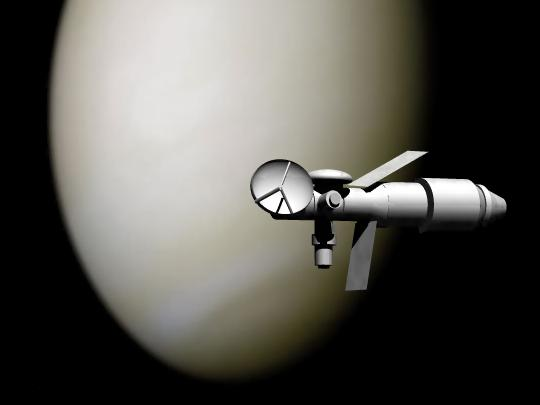
رسم فنان لتحليق المهمة TMK-MAVR بالقرب من الزهرة.

وبأخذ هذا في الاعتبار، بدأ كوروليوف في تطوير الصاروخ إن 1 الثقيل للغاية لحمولة تصل إلى 75 طنًا.

### سويوز إيه بي سي وإن 1
في خططه الأولية للقمر، روج مكتب تصميم كوروليوف في البداية للتصميم التصوري لمجمع سويوز إيه بي سي حول القمر (إيه بي في بالروسية)، والذي سيتضمن مركبةً فضائيةً ذات طاقم مكون من شخصين تلتقي بالمكونات الأخرى في المدار الأرضي لتجميع مركبة تنطلق في رحلة تحليق بالقرب من القمر. ستُطلق هذه المكونات على متن الصاروخ العامل ذي الحجم المتوسط أر 7. وفي أثناء تطوير الصاروخ إن 1 منذ عام 1963، بدأ كوروليوف في التخطيط لبعثة هابطة على القمر باستخدام عمليتي إطلاق وعملية التحام. تمكن كوروليوف لاحقًا من زيادة حمولة إن 1 إلى كتلة تتراوح بين 92 و93 طنًا (من خلال تحويل الوقود إلى الهيدروجين السائل في المراحل العليا مع زيادة عدد محركات المرحلة الأولى من 24 إلى 30 محركًا)، ليكون الصاروخ قادرًا على إنتاج القوة الكافية لإتمام المهمة بعملية إطلاق واحدة.

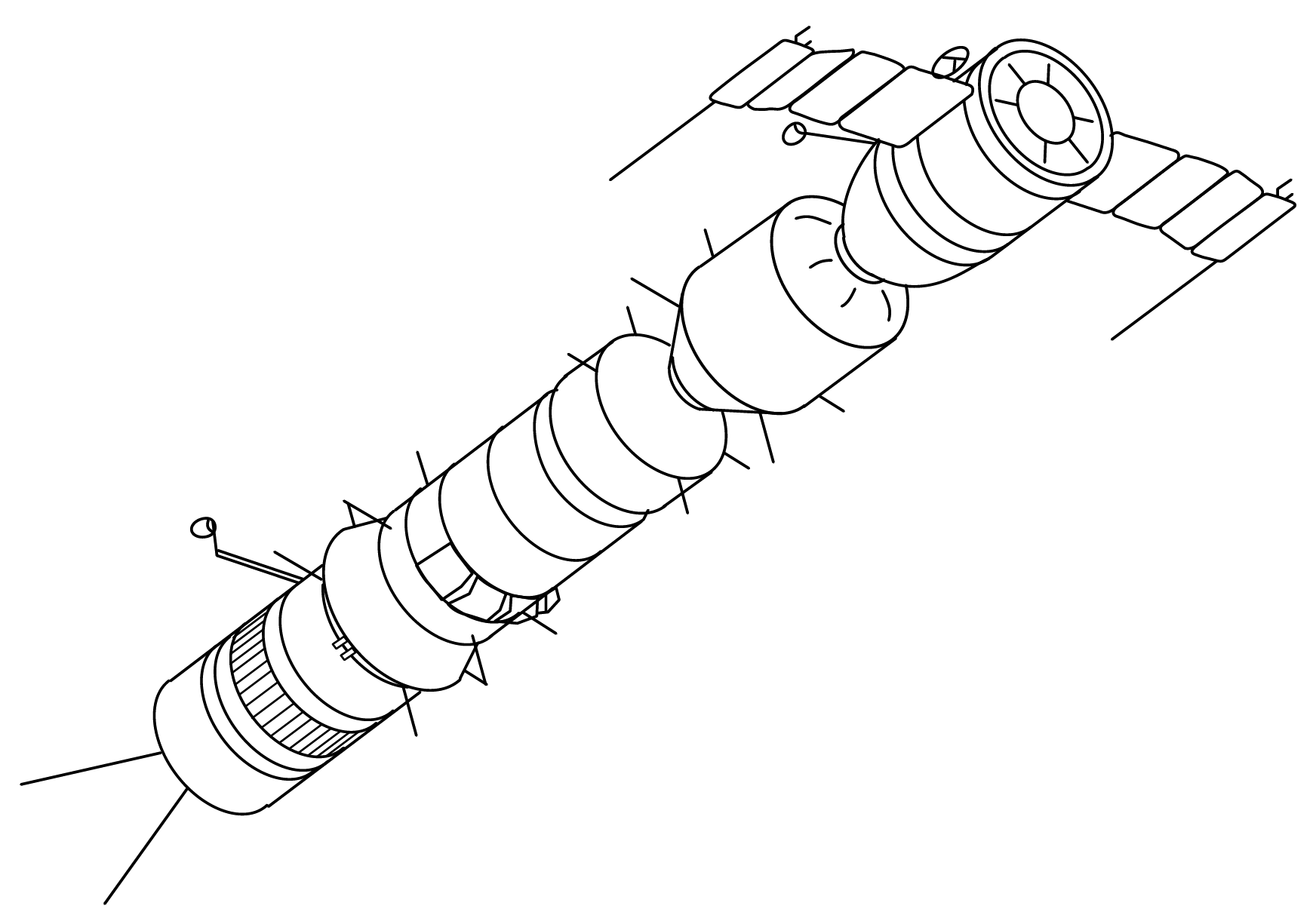
تصور للمركبة القمرية سويوز 7K-9K-11K. يُظهر الرسم سويوز 7K (من اليمين)، والمعزز سويوز بي أو سويوز 9K، والخزان سويوز في أو سويوز 11K مع هوائيين سوطيين (اليسار).

### UR-500K / LK-1 وUR-700 / LK3
اقترح مكتب آخر للتصميمات الفضائية، برئاسة فلاديمير تشيلومي، بعثةً مداريةً منافسةً حول القمر باستخدام الصاروخ الثقيل UR-500K (والذي سُمي لاحقًا بالصاروخ بروتون) مع مركبة فضائية من طراز LK-1 ذات طاقم مكون من فردين. ولاحقًا، اقترح تشيلومي أيضًا برنامجًا للهبوط على القمر بصاروخ UR-700 الثقيل للغاية، مع مركبة LK-700 القمرية الهابطة ومركبة LK-3 الفضائية.

### أر 56
فكر المسؤولون في استخدام الصاروخ أر 56، المُطور بين أبريل 1962 ويونيو 1964 في البرنامج القمري.

## رد الفعل على برنامج أبولو
أصدرت الحكومة السوفيتية استجابةً لتحدي أبولو الأمريكي بعد ثلاثة أعوام. وطبقًا للتصريح الحكومي الأول حول البرامج السوفيتية القمرية المأهولة؛ تصريح رقم 655-268، «حول العمل على استكشاف القمر وغموض الفضاء»، والذي تبنته الحكومة في أغسطس 1964، كُلف تشيلومي بإنشاء وتطوير برنامج للتحليق بالقرب من القمر على أن تكون أول رحلة متوقعة بنهاية عام 1966، وكُلف كوروليوف بتطوير برنامج للهبوط على القمر على أن تكون أول رحلة بنهاية 1967.
وبعد التغيير الرئاسي من نيكيتا خروشوف إلى ليونيد بريجنيف في 1964، كلفت الحكومة السوفيتية كوروليوف ببرنامج التحليق بالقرب من القمر في سبتمبر 1965، والذي أعاد تصميم المهمة المنطلقة حول القمر لتستخدم مركبته الفضائية، سويوز 7K-L1 مع صاروخ بروتون الخاص بتشيلومي.
نظم كوروليوف عمليات التطوير الكامل لكلا البرنامجين، ولكنه توفي إثر عملية جراحية في يناير 1966. وطبقًا للتصريح الحكومي في فبراير 1967، خُطط أن تكون أول بعثة مأهولة للتحليق بالقرب من القمر في منتصف 1967، وأن تكون أول بعثة مأهولة للهبوط على القمر في نهاية 1968.

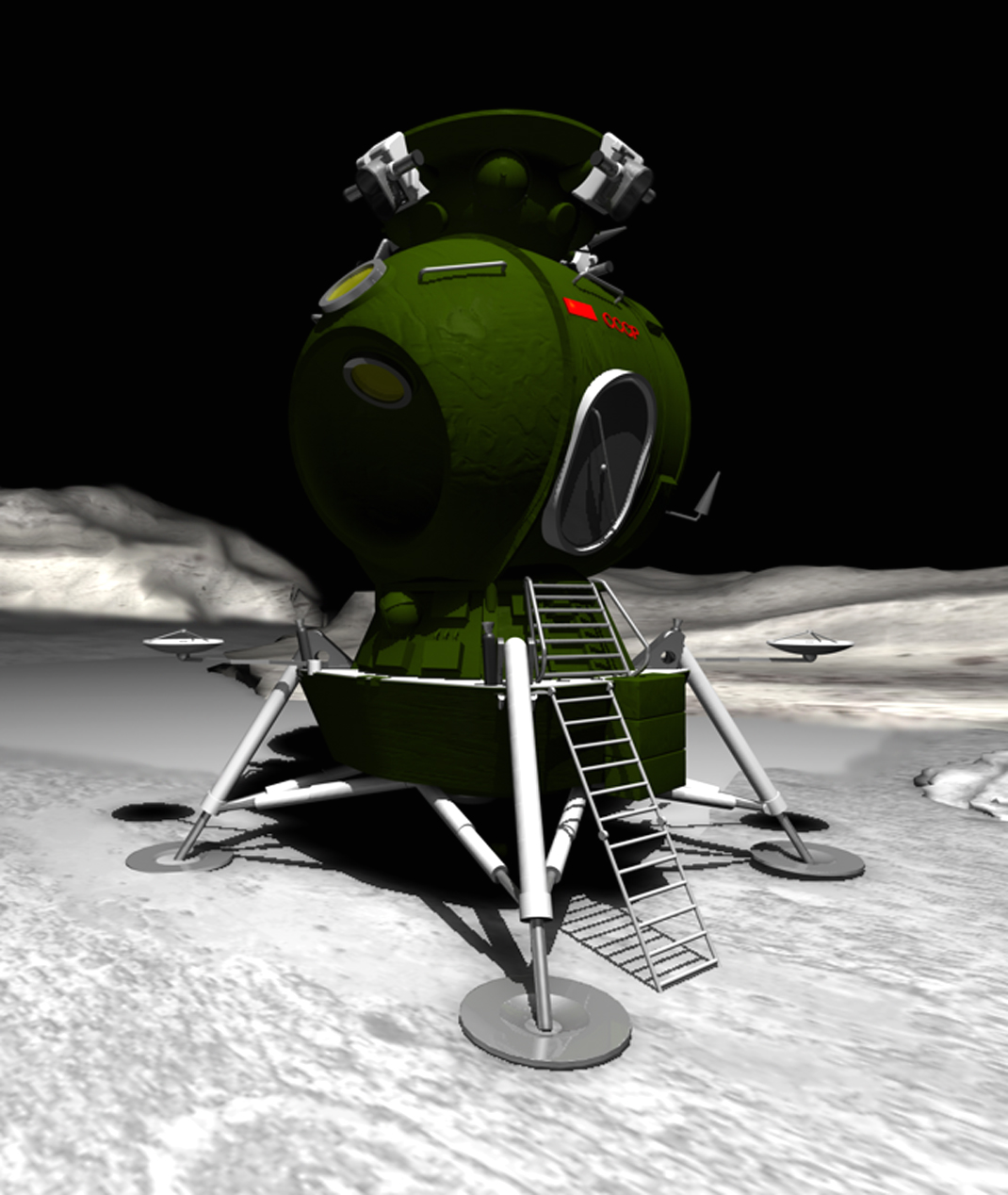
المركبة القمرية (LK)، أو السفينة القمرية.

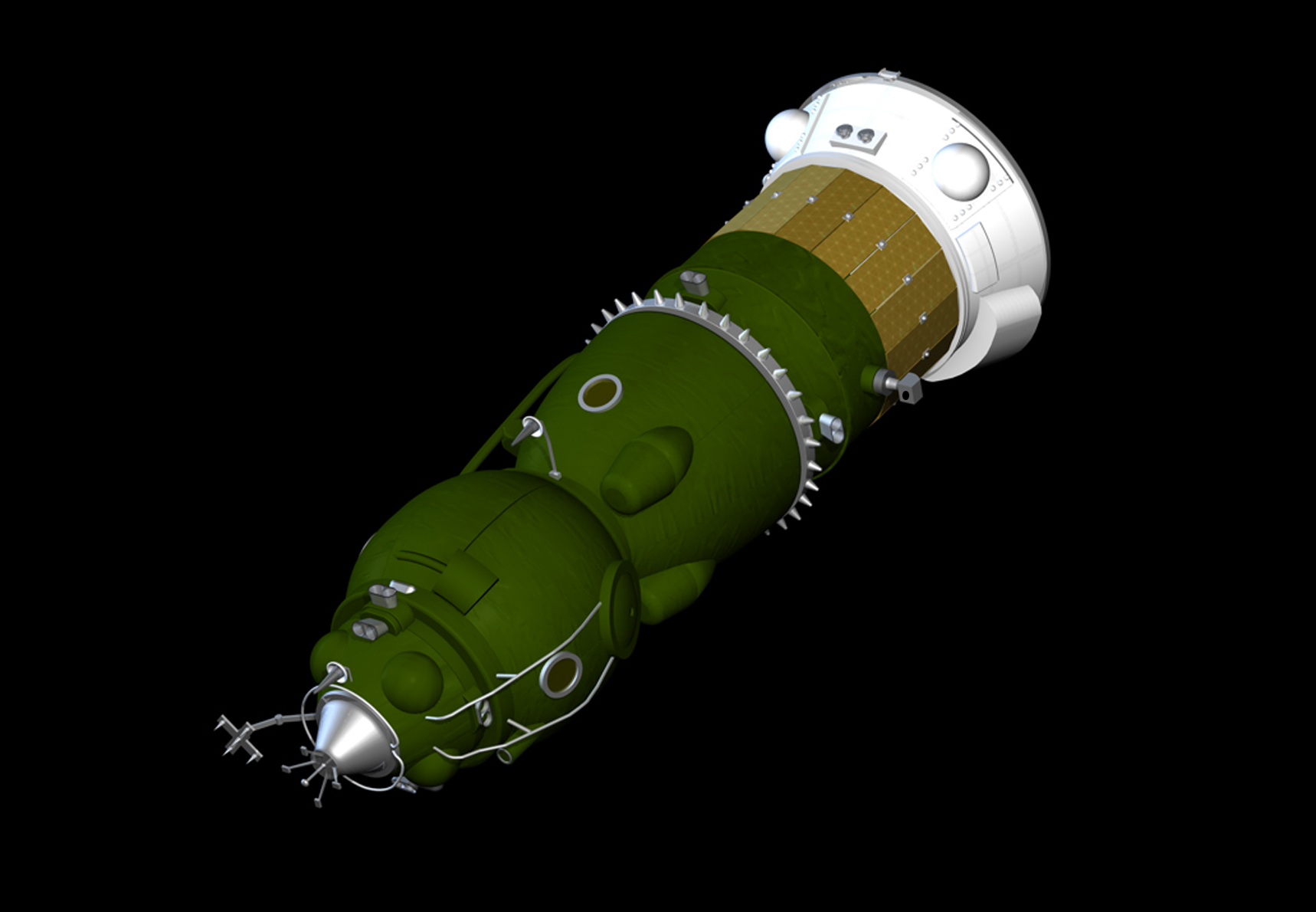
استخلاص حاسوبي لرسم صورة للمركبة الفضائية سويوز 7K-LOK.

### برنامج الهبوط على القمرN1/L3
تبنت خطة الهبوط المأهول على القمر طريقةً مشابهةً لمشروع أبولو، والتي تتضمن إطلاقًا واحدًا مع الالتقاء الفضائي في المدار القمري.
سيحمل الصاروخ إن 1 مجمع بعثة القمر إل 3، المكون من مركبتين فضائيتين (مركبة LOK ومركبة LK)، بالإضافة إلى المعززين الصاروخيين «بلوك جي» و«بلوك دي». وستحمل نسخة من مركبة سويوز، وهي وحدة القيادة «المركبة المدارية القمرية (LOK)» رائدي فضاء، مع ثلاث وحدات مثل مركبة سويوز 7K-OK العادية، ولكنها ستكون أثقل ببضعة أطنان. وكانت كتلة المركبة 7K-OK نصف كتلة مركبة القيادة المدارية لأبولو التي تحمل ثلاثة أفراد. ستحمل «المركبة القمرية (LK)» رائد فضاء واحد، وبالتالي، سيهبط رائد فضاء واحد على القمر في كل بعثة طبقًا للخطة السوفيتية. كانت كتلة المركبة القمرية 40% من كتلة مركبة أبولو الهابطة.
سيضع الصاروخ إن 1 مجمع إل 3 في المدار الأرضي المنخفض (LEO)، وكانت كتلة المجمع 93 طنًا (مقارنةً بحمولة ساتورن 5 التي بلغت 137 طنًا). كانت كتلة المركبة المدارية القمرية والمركبة القمرية 40% فقط من كتلة مجمع أبولو، ولكنها كانت مكافئةً لكتلة المجمع إل 3 دون المعزز الصاروخي «بلوك جي».
وفرت المرحلة الأخيرة من الصاروخ ساتورن 5 المعزز الصاروخي الذي دفع مركبة أبولو من المدار الأرضي المنخفض إلى القمر، بينما خُطط أن يتولى المعزز الصاروخي «بلوك جي»، من مجمع إل 3 نفسه، تنفيذ هذه المهمة لدفع كل من المعزز «بلوك دي»، والمركبة المدارية القمرية، والمركبة القمرية.
وخلال رحلة المجمع إل 3 إلى القمر، لن يكون هناك حاجة إلى الانفصال والالتحام مرةً أخرى بين المركبتين المدارية والهابطة، كما حدث في مركبة أبولو؛ لأن رائد الفضاء سينتقل من المركبة المدارية القمرية إلى المركبة القمرية عبر «السير في الفضاء». وفي بعثات أبولو، كان الانتقال بين المركبتين يتم عبر مسار داخلي.
سيتولى المعزز «بلوك دي» مهمة إبطاء المركبة المدارية القمرية والمركبة القمرية للدخول في المدار القمري، بينما تولى محرك وحدة الخدمة تنفيذ هذه المهمة في بعثات أبولو لإبطاء المجمع للدخول في المدار القمري؛ إذ كان مجمع أبولو يسافر إلى القمر في وضعية تجعل وحدة القيادة والوحدة القمرية في مواجهة الأرض.
وبمجرد دخول المدار، ستنفصل المركبة القمرية مع المعزز «بلوك دي» عن المركبة المدارية القمرية لتهبط على سطح القمر مستخدمةً محرك المعزز «بلوك دي». وبعد نفاذ الوقود من المعزز، ستنفصل عنه المركبة القمرية لتكمل هبوطها معتمدةً على محركها الخاص «بلوك إي».
وعلى سطح القمر، سينفذ رائد الفضاء عددًا من عمليات السير على القمر، وسيستخدم عربة لوناخود، بالإضافة إلى جمع العينات الصخرية ورفع العلم السوفيتي.
وبعد عدة ساعات على سطح القمر، ستشغل المركبة القمرية محركها مرةً أخرى مستخدمةً هيكل الهبوط الخاص بها باعتباره منصة إطلاق، مثل مركبة أبولو. ولتقليل الوزن، سيُستخدَم نفس محرك الهبوط في إطلاق المركبة القمرية إلى المدار القمري للالتحام الآلي مع المركبة المدارية القمرية. ويعد ذلك، سيسير رائد الفضاء في الفضاء منتقلًا من المركبة القمرية إلى المركبة المدارية القمرية، وسيحمل معه العينات الصخرية القمرية.
سيتخلص الطاقم بعد ذلك من المركبة القمرية، قبل أن تشغل المركبة المدارية القمرية محركها الصاروخي للعودة إلى الأرض.